# Orientopius bishopi
Orientopius bishopi är en stekelart som beskrevs av Fischer 1996. Orientopius bishopi ingår i släktet Orientopius och familjen bracksteklar. Inga underarter finns listade i Catalogue of Life.